# 1953年国旗法
1953年国旗法（1953ねんこっきほう, Flags Act 1953）は、オーストラリア連邦議会が制定したオーストラリアの国旗に関する法律であり、これにより国旗が明確に定義づけられた。1954年2月14日に、エリザベス2世女王が裁可している。

## 1953年国旗法
法によって、オーストラリアの国旗及び商船旗（オーストラリア・レッド・エンサイン）の色及び配置が詳細に指定された。第5条及び6条において、国旗及びエンサインの使用に関する規則の制定は、オーストラリアの総督の権限とされた。第8条では、この法により、ユニオンフラッグを掲揚する人物の権利や特権が影響を受けないことを明確にしている。
制定時の法には、コモンウェルス・スターの外周直径が旗の高さの3/10であるべきところが3/8と誤って記載されていた。これは1954年に改訂・修正されている。